# Blue Eyes
Blue Eyes – piosenka napisana przez Eltona Johna i Gary’ego Osborne’a. Została wydana 25 czerwca 1982 jako singiel z albumu Jump Up!, z którego pochodziła. Utwór zdołał dotrzeć do 12. miejsca na listach przebojów w USA.
Fragment piosenki był później grany w sitcomie "Tom, Sarah & Usher".